# Османско министерство на външните работи
Министерството на външните работи (на османски турски: Hariciye Nezâreti) е отдел на императорското правителство, отговарящ за външните отношения на Османската империя. То изпълнява тези функции от създаването си през 1836 г. до края на Османската империя през 1922 г. Преди 1836 г. външните отношения се управляват от Реис юл-кюттаб, чиито пост е заменен с министерство по западен образец като част от модернизационните реформи на Танзимата. Наследник на Османското министерство на външните работи е Министерството на външните работи на Турската република.
Френският е официално работен език на министерството в периода след Кримската война.

## Организация
Османското министерство на външните работи се ръководи от министър, представляващ Рейс ефенди, и шестчленен съвет със заместник държавен секретар (mustéchar), който го ръководи. Други основни позиции заемат Великият церемониалмайстор на ръководителят на Дрогманата на Имперския диван и Великия церемониалмайстор (Techrifati-Hardjié), ръководен от Представителя на посланиците.
Отдели на министерството:
- Счетоводство (Direction de Comptabilité)
- Камара на юристите (Bab-i-ali Istikharé Odassi, Chambre des Conseillers légistes)
- Търговски въпроси (Tidjarié, Direction des Affaires Commerciales)
- Консулства (Chehpendéri, Direction des Consulats)
- Чуждестранна кореспонденция (Tahrirat-i-Hardjié, Direction de la Correspondance étrangère)
- Чуждестранна преса (Direction de la presse étrangère)
- Съдебни спорове (Oumori-Houkoukié-i-Muhtélita, Direction du Contentieux)
- Националности (Direction des Nationalités)
- Персонал (Sigilli Ahwal, Direction du Personnel)
- Превод (Terdjumé, Direction de Traduction)
- Турска кореспонденция (Mektoubi-Hardjié, Direction de la Correspondance turque)

## Списък на османските министри на външните работи
- Акиф паша (1836)
- Ахмед Хулуси паша (1836 – 1837)
- Мустафа Решид паша (1837 – 1838)
- Мехмед Нури Ефенди (1838 – 1839)
- Мустафа Решид паша (1839 – 1841)
- Садик Рифат паша (1841)
- Ибрахим Сарим паша (1841 – 1843)
- Садик Рифат паша (1843 – 1844)
- Мехмед Шекиб ефенди (1844)
- Мехмед Емин Али паша (1844 – 1845)
- Мустафа Решид паша (1845 – 1846)
- Мехмед Емин Али паша (1846 – 1848)
- Садик Рифат паша (1848 – 1848)
- Мехмед Емин Али паша (1848 – 1852)
- Кечецизаде Фуад паша (1852 – 1853)
- Садик Рифат паша (1853)
- Мустафа Решид паша (1853 – 1854)
- Мехмед Емин Али паша (1854)
- Мехмед Есад Сафвет ефенди (1854 – 1855), заместник-министър
- Кечецизаде Фуад паша (1855 – 1856)
- Мехмед Емин Али паша (1856)
- Ибрахим Едхем паша (1856 – 1857)
- Али Галиб паша (1857)
- Мехмед Емин Али паша (1857)
- Кечеджизаде Фуад паша (1857 – 1858)
- Махмуд Недим паша (1858 – 1860), заместник-министър
- Мехмед Есад Сафвет Ефенди (1860), заместник-министър
- Мехмед Емин Али паша (1860 – 1861)
- Кечецизаде Фуад паша (1861)
- Мехмед Емин Али паша (1861 – 1867)
- Кечецизаде Фуад паша (1867 – 1869)
- Мехмед Есад Савфет паша (1869)
- Мехмед Емин Али паша (1869 – 1871)
- Сервер паша (1871 – 1872)
- Мехмед Джемил паша (1872)
- Халил Шериф паша (1872 – 1873)
- Мехмед Есад Сафет паша (1873)
- Мехмед Решид паша (1873 – 1874)
- Ахмед Арифи паша (1874)
- Мехмед Есад Сафет паша (1874 – 1875)
- Мехмед Рашид паша (1875 – 1876)
- Мехмед Есад Сафет паша (1876 – 1877)
- Ахмед Арифи паша (1877)
- Сервер паша (1877 – 1878)
- Мехмед Есад Сафет паша (1878)
- Асъм Мехмед паша (1878)
- Александър Каратеодори паша (1878 – 1879)
- Мехмед Есад Сафет паша (1879)
- Сава паша (1879 – 1880)
- Абидин паша (1880)
- Асъм Мехмед паша (1880 – 1881)
- Саид Халим паша (1881 – 1882)
- Асъм Мехмед паша (1882)
- Мехмед Есад Сафет паша (1882)
- Ахмед Арифи паша (1882 – 1884)
- Асъм Мехмед паша (1884 – 1885)
- Саид Халим паша (1885 – 1896)
- Турхан паша (1896 – 1899)
- Саид Халим паша (1899)
- Ахмед Тевфик паша (1899 – 1909)[3]
- Мехмед Рифат паша (1909 – 1911)
- Ибрахим Хакъ паша (1911)
- Мустафа Асъм бей (1911 – 1912)
- Габриел Норадункян (1912 – 1913)
- Саид Халим паша (1913 – 1915)
- Халил бей (1915 – 1917)
- Ахмед Несими бей (1917 – 1918)
- Мехмед Наби Бей (1918)
- Мустафа Решид паша (1918 – 1919)
- Юсуф Франко паша (1919)
- Дамат Ферид паша (1919)
- Абдулатиф Сафа Бей (1919)
- Мустафа Решид паша (1919 – 1920)
- Абдулатиф Сафа Бей (1920)
- Дамат Ферид паша (1920)
- Абдулатиф Сафа Бей (1920 – 1921)
- Ахмед Изет паша (1921 – 1922)